# 62 Aquilae
Désignations
62 Aquilae est une étoile géante située à environ ∼ 427 a.l. (∼ 131 pc) du Soleil, dans la constellation de l'Aigle. 62 Aquilae est sa désignation de Flamsteed. Elle est visible à l'œil nu comme une faible étoile orange, d'une magnitude apparente de 5,67.
62 Aquilae est une étoile géante rouge vieillissante avec un type spectral de K4 III. S'étant étendue à 23 fois le rayon du Soleil, elle a 11,2 milliards d'années et a 0,89 fois la masse du Soleil. Elle rayonne 153 fois la luminosité du Soleil et sa température de surface est de 4 246 K.